# Herbarz (heraldyka)

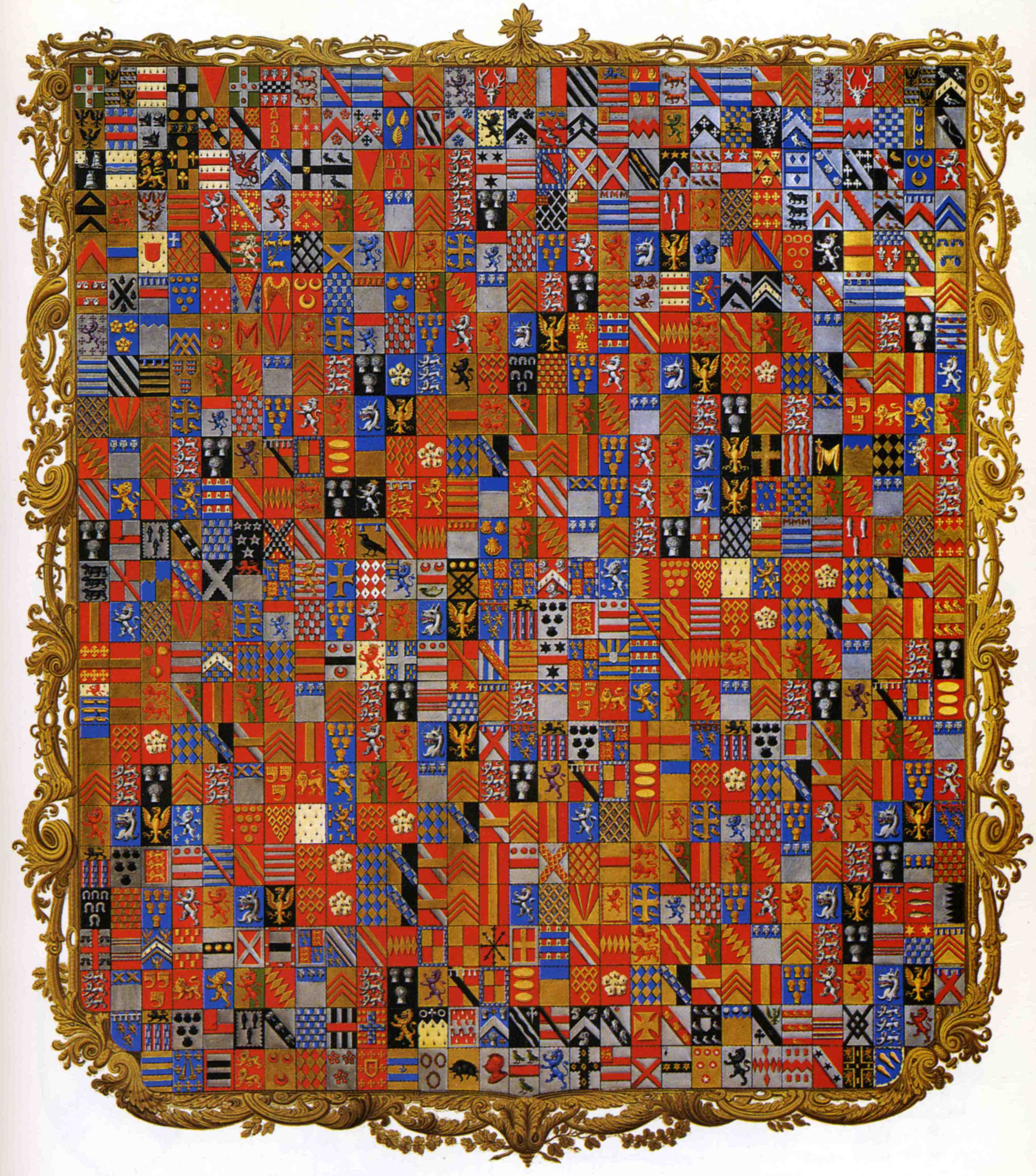
Francuski Stowe Armorial z 1806 roku

Herbarz – dzieło heraldyczne, klasyfikowane głównie jako gatunek piśmiennictwa historycznego. Herbarze najczęściej występują w postaci zbioru herbów szlacheckich, ich opisów i rodowodów herbownych. Zdarza się również, że zawierają herby miast, województw, przeróżnych organizacji, miejscowości itd. W zależności od kraju oprócz herbów szlacheckich można się w nich napotkać na herby chłopskie i mieszczańskie.
Dzieła te mogą być prezentowane na wszelkiego rodzaju nośnikach: książkach, zwojach, zeszytach czy rejestrach, ale także dekoracjach ściennych, rzeźbach, obrazach, witrażach itp.
Najstarsze zachowane herbarze europejskie pochodzą z połowy XIII wieku, a rękopisy herbarzy były produkowane przez cały okres nowożytny. Siebmachers Wappenbuch wydany w 1605 roku jest wczesnym przykładem herbarza drukowanego. Średniowieczne herbarze obejmowały najczęściej kilkaset herbów, w późnym średniowieczu liczba ta dochodziła nawet do około 2000. We wczesnym okresie nowożytnym większe herbarze przekształciły się w projekty encyklopedyczne, następnie tradycja rozwija się w projekty słowników heraldycznych wydawanych w wielu tomach, takich jak Dictionary of British Arms w czterech tomach (1926–2009), czy großes Wappenbuch J. Siebmachera w siedmiu tomach (1854–1967).
Żaden stworzony dotychczas herbarz nie jest kompletnym zbiorem herbów kraju, z którego się wywodzi. We Francji podjęto próbę stworzenia pełnego herbarza, zamówiony przez Ludwika XIV, Armorial Général de France zawiera ponad 120 000 herbów, zaledwie 20 000 z nich to herby rodzin szlacheckich .
W Polsce za twórców tej formy pisarskiej, uznawany jest średniowieczny historyk – Jan Długosz i renesansowy pisarz, poeta – Bartosz Paprocki. Informacje w herbarzach najczęściej uporządkowane są alfabetycznie, choć starsze dzieła zwykle nie przestrzegały tej reguły.

## Rodzaje
- role herbowe: zwój pergaminowy pełniący funkcję zbioru wizerunków tarcz herbowych, często zawierają zapis współczesnych wydarzeń, który pozwala na identyfikację herbów;

- kodeksy: kodeksy to ręcznie napisane książki, które zawierają różne treści podzielone na odrębne części. Format ten jest najczęstszy w Hiszpanii, część poświęcona heraldyce znajduje się w opisach składających się na sam herbarz, wraz z krótkimi traktatami heraldycznymi.

Inni specjaliści, tacy jak Martín de Riquer rozróżniają herbarze na podstawie charakterystyki tego, co reprezentują, dzięki czemu można je rozróżnić;
- herbarze ikonograficzne: zbiór zawierający przedstawienia graficzne lub rysunki herbów, zwykle barwione lub za pomocą kodu umożliwiającego rozpoznanie tynktury;

- herbarze blazonowe: przedstawiają jedynie opisy heraldyczne w formie tekstowej, zazwyczaj w języku i terminologii heraldycznej;

- herbarze mieszane: zawierające tekst i ilustracje.

Z punktu widzenia treści inni autorzy dzielą herbarz na:
- herbarze okazjonalne: czyli takie, które zostały sporządzone na konkretne wydarzenie, takie jak bitwa lub turniej rycerski. Niektóre z najbardziej zbadanych i rozpowszechnionych herbarzy należą do tego typu, takie jak Herbarz de Bigot, z okazji zdobycia Hainaut przez Karola Francji w 1254 roku lub Herbarz traktatu z Guerandy (Rôle d’armes du traité de Guérande), podpisany przez 250 rycerzy w 1381 roku;

- herbarze instytucjonalne: to takie, które gromadzą herby osób należących do określonej instytucji, takich jak zakony rycerskie, bractwa czy korporacje. Przykładami tego typu herbarzy jest zachowana w Paryżu Wielka Armourial Equestre de la Toison d’Or, a w Hiszpanii Księga Bractwa z Santiago;

- herbarze ogólne: są to te, które rejestrują he rby wszystkich rycerzy lub rodów danego terytorium. Przykładem może być chociażby Herbarz Geldrii, który gromadzi około 2000 tarcze herbowych rycerzy z całej Europy;

- herbarze zwykłe: głównie pochodzą ze sfery anglosaskiej, są to takie dzieła, które zawierają herby i porządkują ją zgodnie z heraldycznymi cechami przedstawianych emblematów takich jak np. godła herbowe czy klejnoty herbowe. W Polsce dzieło tego typu sporządził Teodor Chrząński, nosi ono nazwę Tablice odmian herbowych.

- herbarze ilustracyjne: czyli utwory literackie, które zawierają w sobie opisy herbów.

## Historia

### Herbarze a Europa
Pierwszymi herbarzami były role herbowe sporządzane od XIII w. z okazji turniejów rycerskich jako pomoc w identyfikacji uczestników i poprawności używanych przez nich herbów. Kolejną formą herbarza, zwłaszcza w zachodniej Europie były urzędowe spisy sporządzane z okazji lustracji dóbr dla celów skarbowych, ozdabiane od XV w. również wizerunkami herbów.

### Herbarze a Polska
Pierwsze znane dziś dzieła heraldyczne z wizerunkami polskich herbów nie zostały sporządzone przez Polaków, albowiem najstarsze źródło ikonograficzne je przedstawiające pochodzi z Holandii. Nosi ono nazwę Wapenboek Gelre i zostało sporządzone przez herolda Claesa Heinenszoona. Spośród ponad 2 tys. herbów w nim zawartych znajduje się w nim 18 polskich. Są nimi: Hołobok, Korczbok, Kornic, Kościesza, Leliwa, Korczak, Lis, Nałęcz, Ogończyk, Prawdzic, Ostoja, Rogala, Świnka, dodatkowo trzy Odrowąże i dwie Bogorie. Jest tam również zawarty jeden, dotychczas niezidentyfikowany herb (blazon.: w polu srebrnym podkowa na opak złota z krzyżem kawalerskim w środku), a także dwa herby, które przez historyków uważane są za zaginione w XVI wieku; Becz i Łękna. Wszystkie te herby przedstawione są w jednej grupie na czterech kartach, których początkiem jest karta króla Węgier i Polski; Ludwika Węgierskiego wraz z polskimi herbami ziemskimi. Przechowywany jest dziś w Bibliotece Królewskiej Belgii.

Polskie herby w Wapenboek Gelre.
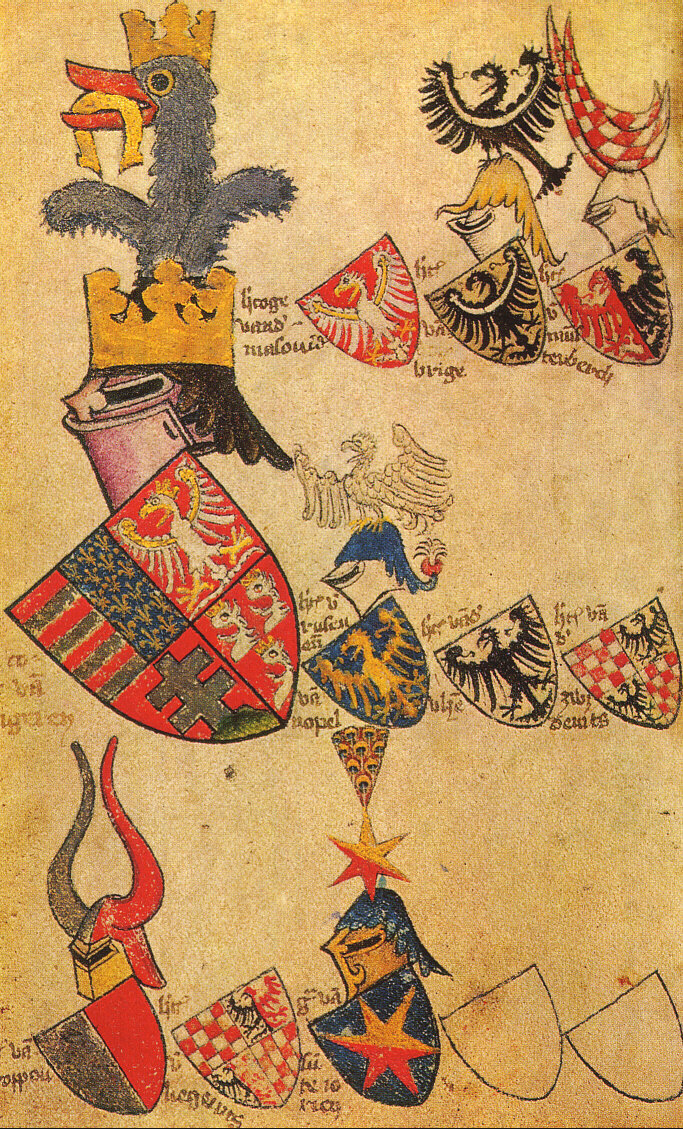
Strona 52v
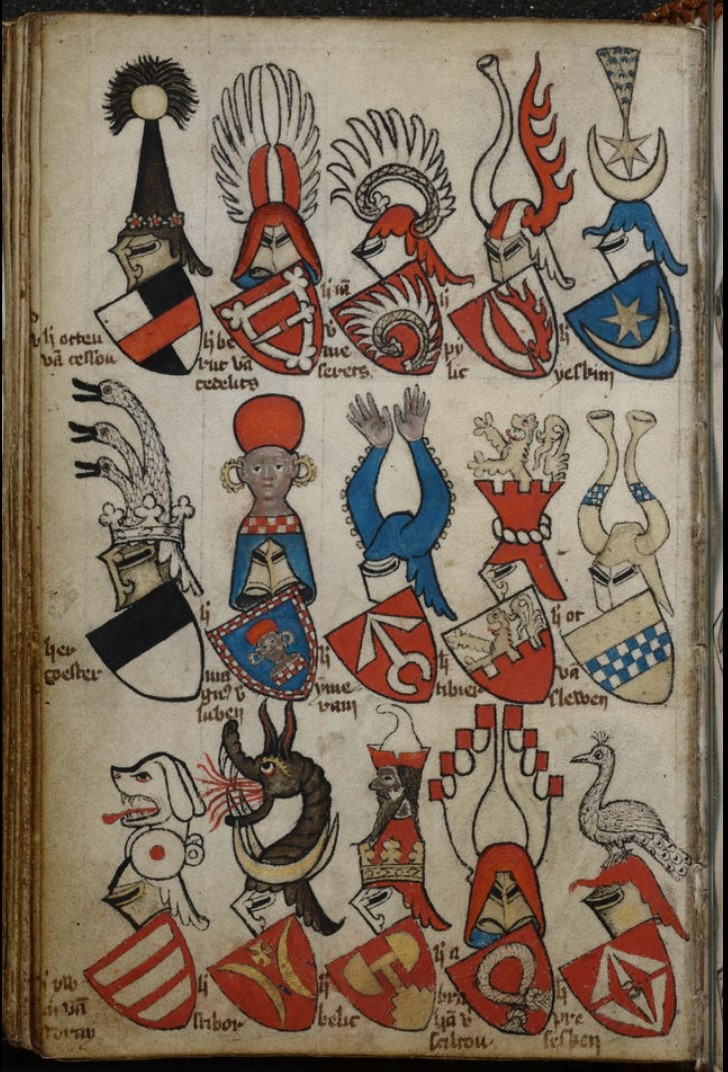
Strona 53v
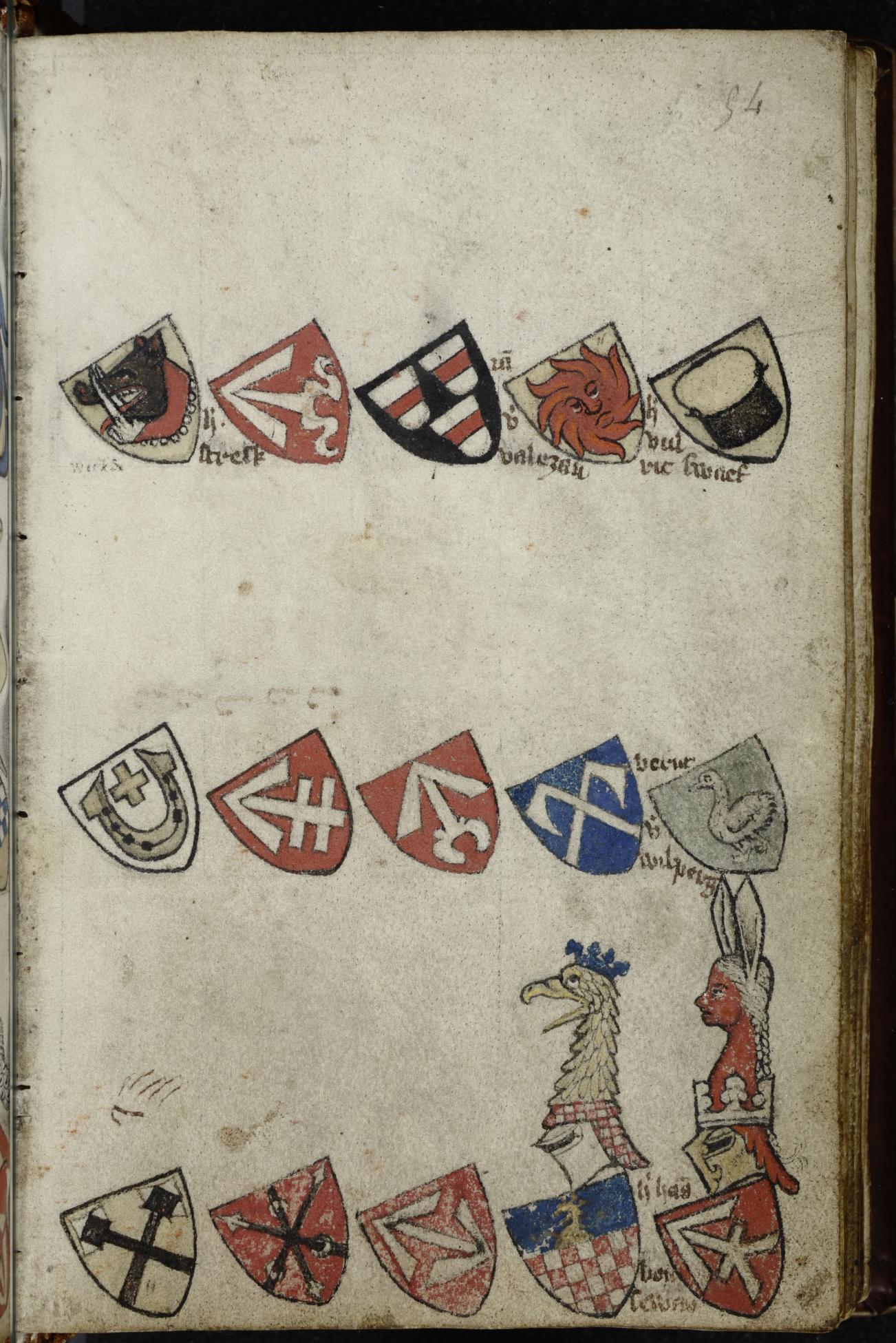
Strona 54r

Najstarsze barwne wyobrażenia polskich herbów szlacheckich pochodzą z 1353 roku, kiedy to powstał pruski zabytek heraldyczny – Legenda o św. Jadwidze . Jest to rękopis sporządzony po łacinie przez skrybę zakonnego, Mikołaja Pruzię, będący jednocześnie legendą obrazową o św. Jadwidze Śląskiej. Ten rodzaj herbarza zawiera wizerunki 5 polskich herbów; Brochwicza, Glaubicza, Grzymałę, Poraja i Rogalę.

Polskie herby w Legendzie o św. Jadwidze
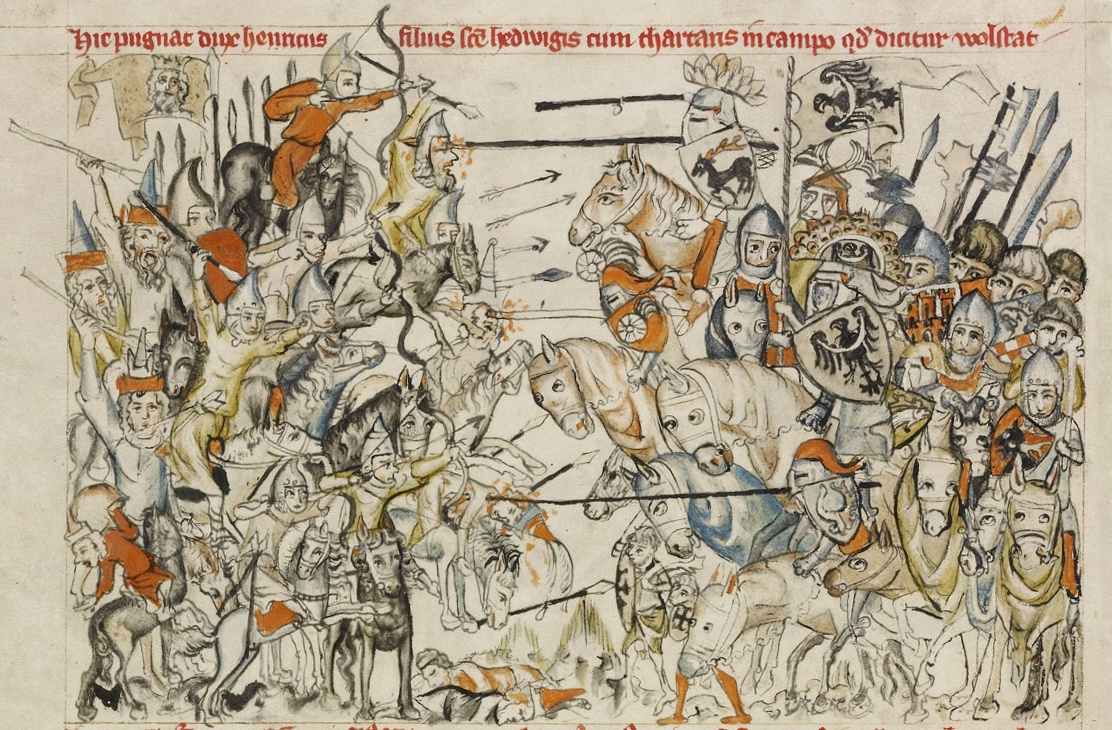
Bitwa pod Legnicą w 1241 roku. Tutaj książę Heinrich (jego wojska są po prawej stronie), syn św. Jadwigi, walczy z Tatarami na polu zwanym Wahlstatt. Wśród wojska Heinricha widać tarcze z wizerunkami polskich herbów.

Na ogół w tego rodzaju źródłach herby poświęcone rycerstwu jednego kraju znajdują się na kartach jeden obok drugiego. Podobnie jest z Rolą Bellenville (XV w.), Herbarzem Lyncenich (XV w.) i przechowywanym w Sztokholmie Codex Bergshammar (1434–1444). Zabytkiem odrobinę innego rodzaju jest Księga bracka św. Krzysztofa na Arlbergu, zwana też Herbarzem z Arlbergu, gdzie umieszczano herby tych polskich rycerzy, którzy przystąpili do bractwa z nią związanego. Ich herby były domalowywane sukcesywnie wraz z ich wstępowaniem. Jako pierwsi znaleźli się tam ci z polskich rycerzy, którzy udali się na Sobór w Konstancji. Temu soborowi jest poświęcony inkunabuł – Kronika Soboru w Konstancji Ulricha z Richentalu.
Ostatnim średniowiecznym niepolskim herbarzem, ważnym dla heraldyki polskiej jest zlokalizowany w Biblioteki Arsenału w Paryżu – Herbarz Złotego Runa (1434–1435). Herbarz ten zawiera osobną część przeznaczoną na polskie herby, których znalazło się w nim 24. Franciszek Piekosiński nazwał to dzieło rolą marszałkowską. Występowanie polskich herbów w zachodnich rolach herbowych i herbarzach, świadczy o silnej obecności rycerstwa polskiego w kulturze średniowiecznej Europy.

Polskie herby w Herbarzu Złotego Runa
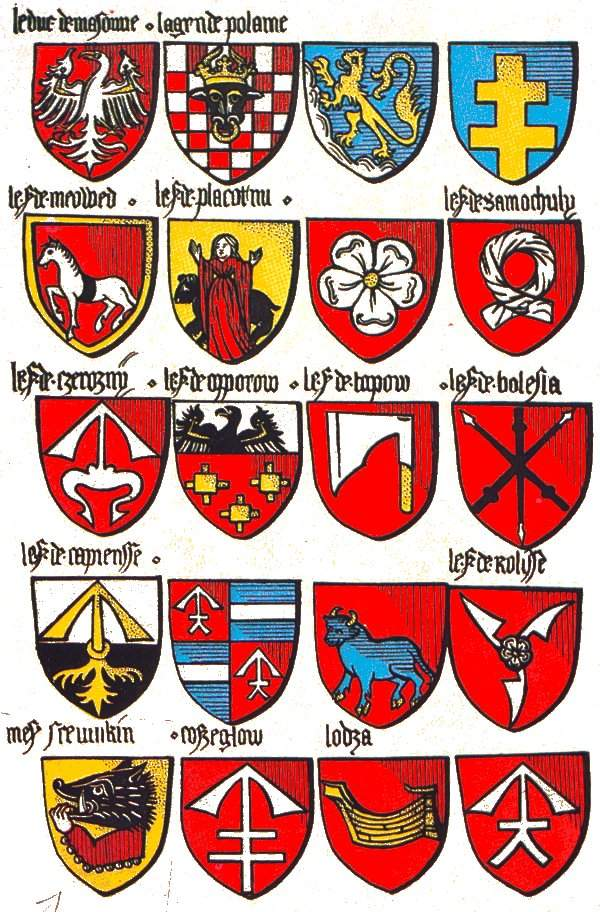
Folio 119v°
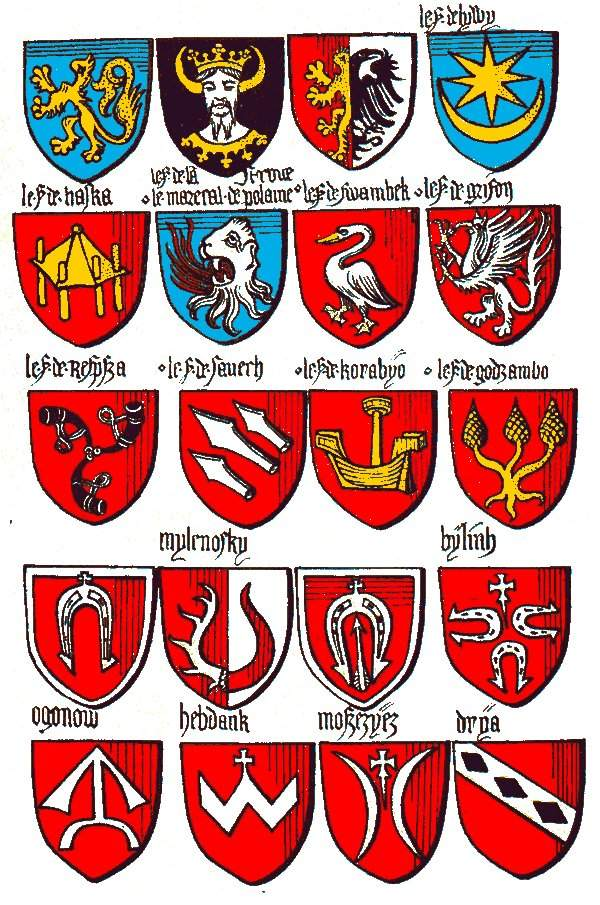
Folio 120v°
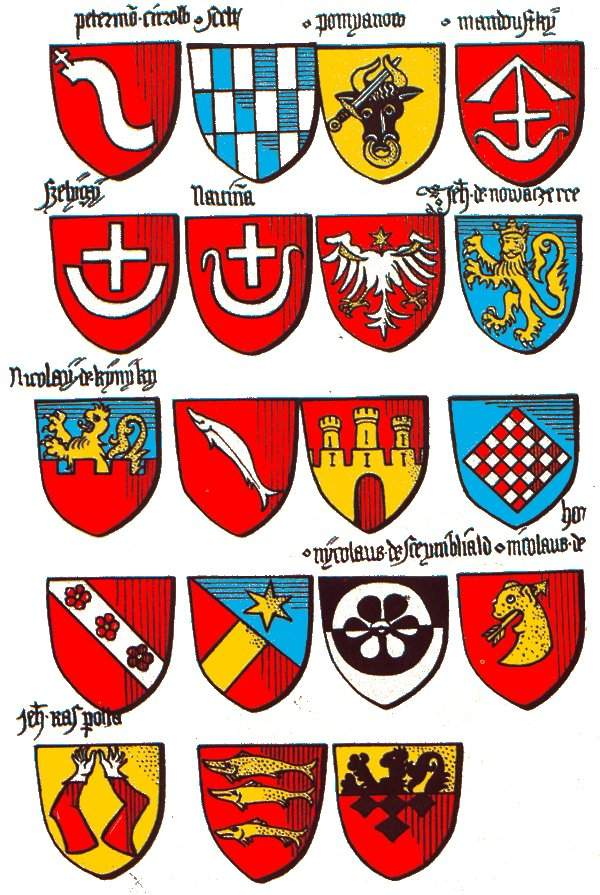
Folio 121r°

Pierwsze znane polskie wydanie heraldyczne pochodzi z lat 1454–1480, jest nim napisane przez średniowiecznego historyka, Jana Długosza – Insignia seu clenodia Regis et Regni Poloniae – zwane też Klejnotami Długoszowymi. Oryginał tego dzieła zaginął, zachowało się jedynie 7 rękopiśmienniczych jego kopie z końca XV w. Wraz z renesansowy pisarzem i poetą, Bartoszem Paprockim, uznawani są za polskich prekursorów tej formy pisarskiej. Paprocki zasłynął w historii tym, że w przeciwieństwie do Długosza, jego dzieła nie składały się jedynie z opisów herbów. Zawierały one bowiem informacje genealogiczno-heraldyczne, z przewagą informacji genealogicznych, a także wizerunki herbów .
Kolejnym bardzo ważnym herbarzem było dzieło autorstwa Szymona Okolskiego. Było to ostatnie dzieło, w którym ukazały się w większości poprawne i we właściwy sposób stylizowane wizerunki herbów.
Staropolskie herbarze zawierały wiele legend i opowieści fantastycznych, które służyły podnoszeniu prestiżu posiadaczy herbów, dlatego są one m.in. cennym zapisem mentalności szlachty. Dopiero w XIX w. rozpoczęły się krytyczne studia nad heraldyką, których efektem są m.in. herbarze wydawane już w początkach XX wieku .
Do dziś wydano wiele polskich herbarzy . Najbardziej znanym i godnym uwagi dziełem jest stworzony przez Tadeusza Gajla – Nowy Herbarz Polski, który zawiera ponad 5 tys. herbów polskich i 50 tys. nazwisk szlachty polskiej .

## Herbarze obce i międzynarodowe
1. Almanach Gotajski, 1763 – 1944 jako Almanach de Gotha, od 1956 Genealogisches Handbuch des Adels rody panujące i arystokratyczne
2. J.B.Rietstap Armoires general – prawie pełny zbiór herbów rodowych z całej Europy
3. Deutsches Geschlechterbuch, 1889 – 1943 jako Genealogisches Handbuch bürgerlicher Familien, od 1956 jako Das Deutsche Geschlechterbuch – rodziny mieszczańskie i chłopskie z dawnych terenów Rzeszy.
4. Johann Siebmachers Wappenbuch – rody szlacheckie dawnego Świętego Cesarstwa, wydawany od 1605.
5. Burkes Peerage, Baronetage and Knightage – wydawane od 1826 (w 2004 107. wydanie) herbarz parów i baronetów Zjednoczonego Królestwa, ze spisem rycerzy, często z informacjami genealogicznymi.

## Herbarze polskie

### Herbarze dawne
| Autor                        | Tytuł                                                         | Alfabet | Część          | Rok        |
| ---------------------------- | ------------------------------------------------------------- | ------- | -------------- | ---------- |
| Jean de Saint-Remy           | Herbarz Złotego Runa                                          | –       | II             | 1434–1435  |
| nieznany                     | Codex Bergshammar                                             | –       | –              | 1434–1436  |
| Jan Długosz                  | Insignia seu clenodia Regis et Regni Poloniae                 | –       | –              | 1464–1480  |
| Ambrosius de Nissa           | Arma Regni Poloniae                                           | –       | –              | 1572 (ok.) |
| Bartosz Paprocki             | Gniazdo cnoty (...)                                           | –       | –              | 1578       |
| Bartosz Paprocki             | Herby rycerstwa polskiego (...)                               | –       | –              | 1584       |
| Jan Karol Dachnowski         | Herby szlacheckie w ziemiach pruskich                         |         | –              | 1620 (ok.) |
| Jan Karol Dachnowski         | Poczet możnego rycerstwa polskiego                            |         | –              | 1634 (ok.) |
| Jan Gorczyn                  | Kleynoty abo herby państwa y rycerstwa (...)                  | A-Z     | –              | 1630       |
| Szymon Okolski               | Orbis Polonus                                                 | A-K     | Tom I          | 1641       |
| Szymon Okolski               | Orbis Polonus                                                 | L-R     | Tom II         | 1641       |
| Szymon Okolski               | Orbis Polonus                                                 | S-Z     | Tom III        | 1641       |
| Wacław Potocki               | Poczet herbów szlachty Korony Polskiey (...)                  |         | –              | 1696       |
| nieznany                     | Nobilis Polonie avitis equitum stemmatibus insignita (...)    |         | –              | 1702       |
| Antoni Swach                 | Herby Polskie                                                 |         | –              | 1705       |
| Kasper Niesiecki             | Herby i familie rycerskie tak w Koronie jako y w W.X.L. (...) |         | –              | 1728       |
| Kasper Niesiecki             | Korona polska                                                 |         | –              | 1728–1743  |
| Stanisław Józef Duńczewski   | Herbarz wielu domów Korony Polskiej (...)                     |         | –              | 1728–1743  |
| Benedykt Chmielowski         | Zbiór krótki herbów polskich (...)                            |         | –              | 1763       |
| Stefan Kossecki              | Poczet herbów szlachty Korony Polskiey (...)                  | –       | –              | 1789       |
| Piotr Małachowski            | Zbior nazwisk szlachty z opisem herbow (...)                  | A-P     | Tom I          | 1790       |
| Piotr Małachowski            | Zbior nazwisk szlachty z opisem herbow (...)                  | R-Z     | Tom II         | 1790       |
| Wojciech Wielądko            | Heraldyka, czyli opisanie herbów (...)                        |         | Tom I          | 1792       |
| Wojciech Wielądko            | Heraldyka, czyli opisanie herbów (...)                        | B-B     | Tom II         | 1794       |
| Wojciech Wielądko            | Heraldyka, czyli opisanie herbów (...)                        |         | Tom III        | 1795       |
| Wojciech Wielądko            | Heraldyka, czyli opisanie herbów (...)                        |         | Tom IV         | 1796       |
| Wojciech Wielądko            | Heraldyka, czyli opisanie herbów (...)                        |         | Tom V          | 1798       |
| Wojciech Wielądko            | Heraldyka, czyli opisanie herbów (...)                        |         | Tom IV         | 1804       |
| Kasper Niesiecki             | Herbarz polski                                                | –       | Tom I          | 1839       |
| Kasper Niesiecki             | Herbarz polski                                                | A-B     | Tom II         | 1839       |
| Kasper Niesiecki             | Herbarz polski                                                | C-D     | Tom III        | 1839       |
| Kasper Niesiecki             | Herbarz polski                                                | E-J     | Tom IV         | 1839       |
| Kasper Niesiecki             | Herbarz polski                                                | K       | Tom V          | 1840       |
| Kasper Niesiecki             | Herbarz polski                                                | L-N     | Tom VI         | 1841       |
| Kasper Niesiecki             | Herbarz polski                                                | O-P     | Tom VII        | 1841       |
| Kasper Niesiecki             | Herbarz polski                                                | R-S     | Tom VIII       | 1841       |
| Kasper Niesiecki             | Herbarz polski                                                | T-W     | Tom IX         | 1842       |
| Kasper Niesiecki             | Herbarz polski                                                | Z-Ż     | Tom X          | 1845       |
| Leonhard Dorst               | Schlesisches Wappenbuch (...)                                 |         | Tom I, II, III | 1842–1849  |
| Nikołaj Pawliszczew          | Herbarz rodzin szlacheckich (...)                             | A-D     | Cz. 1          | 1853       |
| Nikołaj Pawliszczew          | Herbarz rodzin szlacheckich (...)                             | E-J     | Cz. 2          | 1853       |
| Hipolit Stupnicki            | Herbarz polski i imionospis zasłużonych (...)                 | A-J     | Tom I          | 1855       |
| nieznany                     | Poczet szlachty galicyjskiej i bukowińskiej                   |         | –              | 1857       |
| Hipolit Stupnicki            | Herbarz polski i imionospis zasłużonych (...)                 | K-P     | Tom II         | 1859       |
| Hipolit Stupnicki            | Herbarz polski i imionospis zasłużonych (...)                 | R-Ż     | Tom III        | 1862       |
| Ignacy Milewski              | Herbarz Ignacego Kapicy Milewskiego (...)                     | A-Z     | –              | 1870       |
| Adam Amilkar Kosiński        | Przewodnik heraldyczny                                        |         | –              | 1877       |
| Wojciech Wijuk Kojałowicz    | Herbarz rycerstwa Wielkiego Księstwa Litewskiego              |         | –              | 1897       |
| Kazimierz Czarniecki         | Herbarz polski podłóg Niesieckiego (...)                      | A-K     | Tom I          | 1881       |
| Kazimierz Czarniecki         | Herbarz polski podłóg Niesieckiego (...)                      | L-O     | Tom II         | 1881       |
| Juliusz Ostrowski            | Księga herbowa rodów polskich                                 | A-S     | Cz. 1          | 1897       |
| Juliusz Ostrowski            | Księga herbowa rodów polskich                                 | A-S     | Cz. 2          | 1898       |
| Franciszek Piekosiński       | Herbarz szlachty prowincyi witebskiej                         |         | –              | 1899       |
| Adam Boniecki                | Herbarz polski                                                | A-B     | Tom I          | 1899       |
| Adam Boniecki                | Herbarz polski                                                | B-C     | Tom II         | 1900       |
| Adam Boniecki                | Herbarz polski                                                | C       | Tom III        | 1900       |
| Adam Boniecki                | Herbarz polski                                                | C-D     | Tom IV         | 1901       |
| Adam Boniecki                | Herbarz polski                                                | D-G     | Tom V          | 1902       |
| Adam Boniecki                | Herbarz polski                                                | G       | Tom VI         | 1903       |
| Adam Boniecki                | Herbarz polski                                                | G-H     | Tom VII        | 1904       |
| Adam Boniecki                | Herbarz polski                                                | H-J     | Tom VIII       | 1905       |
| Adam Boniecki                | Herbarz polski                                                | J-K     | Tom IX         | 1906       |
| Adam Boniecki                | Herbarz polski                                                | K       | Tom X          | 1907       |
| Adam Boniecki                | Herbarz polski                                                | K       | Tom XI         | 1907       |
| Adam Boniecki                | Herbarz polski                                                | K       | Tom XII        | 1908       |
| Adam Boniecki                | Herbarz polski                                                | K-L     | Tom XIII       | 1909       |
| Adam Boniecki                | Herbarz polski                                                | L       | Tom XIV        | 1911       |
| Adam Boniecki i Artur Reiski | Herbarz polski                                                | L-Ł     | Tom XV         | 1912       |
| Adam Boniecki i Artur Reiski | Herbarz polski                                                | Ł-M     | Tom XVI        | 1913       |
| Adam Boniecki                | Herbarz polski: Uzupełnienia i sprostowania do cz. 1          |         | Zeszyt I       | 1901       |
| Adam Boniecki                | Herbarz polski: Uzupełnienia i sprostowania do cz. 1          |         | Zeszyt II      | 1902       |
| Adam Boniecki                | Herbarz polski: Uzupełnienia i sprostowania do cz. 1          |         | Zeszyt III     | 1902       |
| Adam Boniecki                | Herbarz polski: Uzupełnienia i sprostowania do cz. 1          |         | Zeszyt IV      | 1906       |
| Adam Boniecki                | Herbarz polski: Uzupełnienia i sprostowania do cz. 1          |         | Zeszyt V       | 1906       |
| Emilian von Zernicki-Szeliga | Der Polnische Adel (...)                                      |         | Tom I          | 1900       |
| Emilian von Zernicki-Szeliga | Der Polnische Adel (...)                                      |         | Tom II         | 1900       |
| Jerzy Dunin-Borkowski        | Almanach błękitny                                             |         | –              | 1908       |
| Teodor Chrząński             | Tablice odmian herbowych                                      |         | –              | 1909       |
| Franciszek Piekosiński       | Poczet rodów szlachty polskiej wieków średnich                |         | –              | 1911       |
| Kazimierz Pułaski            | Kronika polskich rodów szlacheckich (...)                     | A-Ż     | –              | 1911       |
| Zbigniew Leszczyc            | Herby szlachty polskiej                                       | A-M     | Tom I          | 1908       |
| Zbigniew Leszczyc            | Herby szlachty polskiej                                       | N-Z     | Tom II         | 1908       |
| Wiktor Wittyg                | Nieznana szlachta polska i jej herby                          | A-Ż     | –              | 1912       |
| Seweryn Uruski               | Rodzina. Herbarz szlachty polskiej                            | A-B     | Tom I          | 1904       |
| Seweryn Uruski               | Rodzina. Herbarz szlachty polskiej                            | B-C     | Tom II         | 1905       |
| Seweryn Uruski               | Rodzina. Herbarz szlachty polskiej                            | C-E     | Tom III        | 1906       |
| Seweryn Uruski               | Rodzina. Herbarz szlachty polskiej                            | F-G     | Tom IV         | 1907       |
| Seweryn Uruski               | Rodzina. Herbarz szlachty polskiej                            | G-J     | Tom V          | 1908       |
| Seweryn Uruski               | Rodzina. Herbarz szlachty polskiej                            | J-K     | Tom VI         | 1909       |
| Seweryn Uruski               | Rodzina. Herbarz szlachty polskiej                            | K       | Tom VII        | 1910       |
| Seweryn Uruski               | Rodzina. Herbarz szlachty polskiej                            | K-L     | Tom VIII       | 1911       |
| Seweryn Uruski               | Rodzina. Herbarz szlachty polskiej                            | L-Ł     | Tom IX         | 1912       |
| Seweryn Uruski               | Rodzina. Herbarz szlachty polskiej                            | Ł-M     | Tom X          | 1913       |
| Seweryn Uruski               | Rodzina. Herbarz szlachty polskiej                            | M       | Tom XI         | 1914       |
| Seweryn Uruski               | Rodzina. Herbarz szlachty polskiej                            | N-O     | Tom XII        | 1915       |
| Seweryn Uruski               | Rodzina. Herbarz szlachty polskiej                            | O-P     | Tom XIII       | 1916       |
| Seweryn Uruski               | Rodzina. Herbarz szlachty polskiej                            | P       | Tom XIV        | 1917       |
| Seweryn Uruski               | Rodzina. Herbarz szlachty polskiej                            | P-R     | Tom XV         | 1931       |
| Ludwik Korwin-Piotrowski     | Ormiańskie rody szlacheckie                                   |         |                | 1934       |
| Szymon Konarski              | Szlachta kalwińska w Polsce                                   |         |                | 1936       |
| Władysław Pulnarowicz        | Rycerstwo Polskie Podkarpacia                                 |         |                | 1937       |
| Stefan Starykoń-Kasprzycki   | Almanach szlachecki                                           |         |                | 1939       |

### Herbarze współczesne
- Szymon Konarski Armorial de la noblesse polonaise titrée, Paris, 1958;
- Sławomir Górzyński, Jerzy Kochanowski Herby szlachty polskiej – Warszawa 1990
- Józef Szymański Herbarz średniowiecznego rycerstwa polskiego – Warszawa 1993
- Józef Szymański Herbarz rycerstwa polskiego z XVI wieku Warszawa 2001
- Alfred Znamierowski Herbarz rodowy – Warszawa 2004
- Tadeusz Gajl Herby szlacheckie Rzeczypospolitej Obojga Narodów – Białystok 2003, ISBN 83-88595-12-1.
- Tadeusz Gajl Herby szlacheckie Polski porozbiorowej – Pozkal 2005, ISBN 83-88595-98-9.
- Andrzej Brzezina Winiarski Herby Szlachty Rzeczypospolitej – Warszawa, 2006, ISBN 83-89667-42-8.
- Stanisław Dziadulewicz Herbarz rodów tatarskich w Polsce – Wilno 1929 (reprint WAiF. Warszawa 1986)
- Tadeusz Gajl Herbarz Polski od Średniowiecza do XX wieku – L&L, Gdańsk 2007, ISBN 978-83-60597-10-1.
- Tadeusz Gajl: Herbarz polski od średniowiecza do XX wieku. Gdańsk: L&L, 2011. ISBN 978-83-60597-68-2. Brak numerów stron w książce
- Stanisław Łoza Rodziny polskie pochodzenia cudzoziemskiego osiadłe w Warszawie z okolicach Warszawa: Wydawnictwo i Druk Zakładów Graficznych Galewski i Dau, 1934. Egzemplarz istnieje w Bibliotece Narodowej w Warszawie.
- Andrzej Brzezina Winiarski Herby Rzeczypospolitej – Archiwum Państwowe w Przemyślu, 2008–2009, ISBN 978-83-88172-28-1.

- Aleksander Podolski, Księga herbowa Unii Polskich Ugrupowań Monarchistycznych, Wrocław 2010, ISBN 978-83-925702-3-3.
- Leszek Wierzchowski, Sławomir Leonard Wysocki Herbarz. Nadania godności szlacheckich i arystokratycznych w Polsce 1992 – 1995. Wydawnictwo SAPIENTIA, Kraków 1996
- Bogusław Jerzy Tarnawa-Zajączkowski „Armoriał, czyli poczet herbów, zbrojb, klejnotów zacnych polskich Rodów Rycerskich i Szlacheckich oraz możnych Familii Rycerskich i Szlacheckich Wielkiego Księstwa Litewskiego”

## Herbarze internetowe
1. Herbarz szlachty litwińskiej – internetowy herbarz rodów litewskich. (pol.), (ang.), (ros.), (biał.)
2. Herbarz polski – internetowy herbarz rodów rzeczpospolitej. (pol.), (ang.)
3. Genealogia okiem – wyszukiwarka herbów rodów rzeczpospolitej. (pol.)
4. Wappenwiki – wyszukiwarka herbów rodów europejskich. (ang.)
5. European Heraldry – internetowy herbarz rodów europejskich. (ang.)
6. Héraldique européenne – internetowy herbarz rodów europejskich. (fr.)